# Diccionari de la llengua catalana

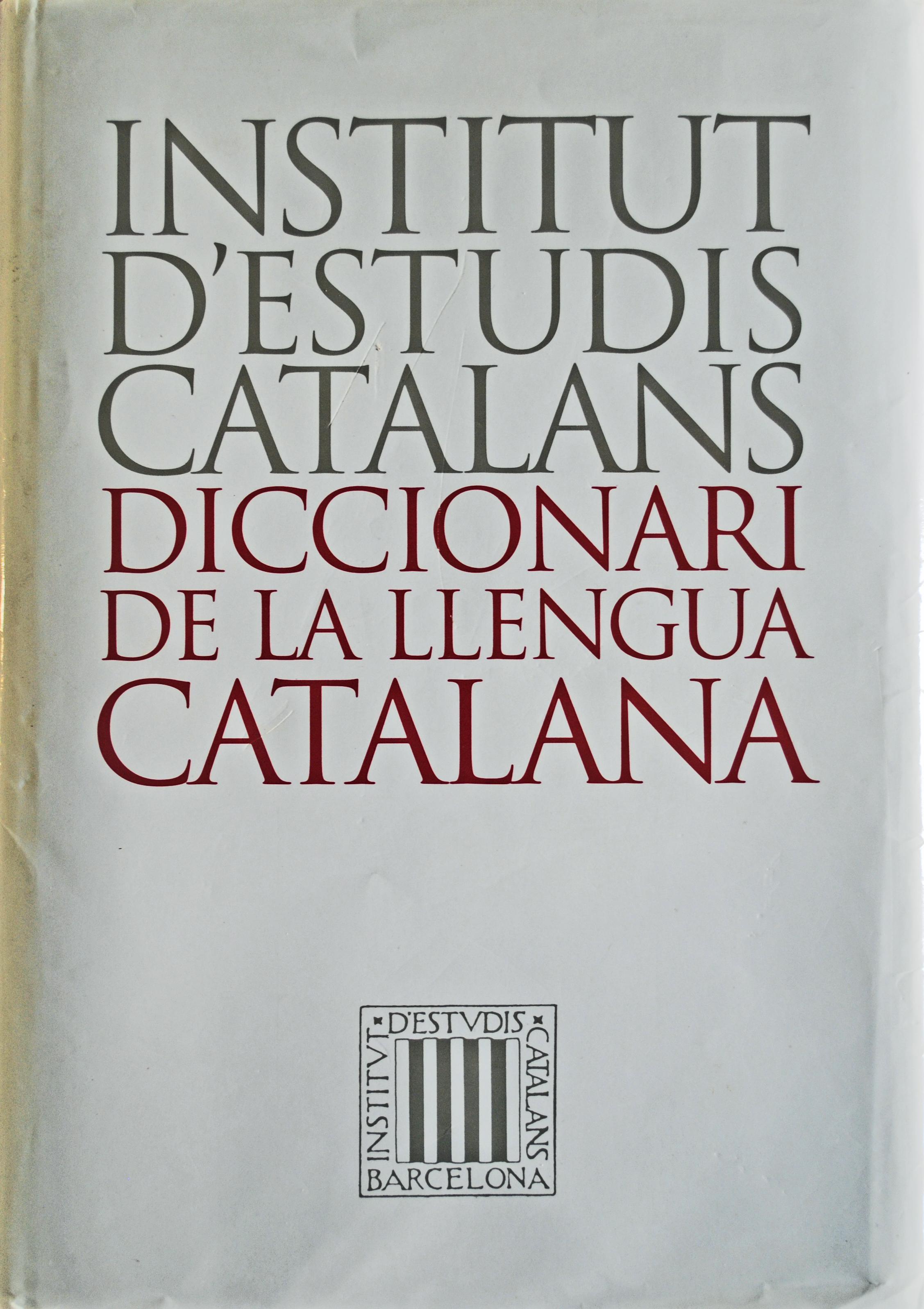
Diccionari de la llengua catalana

Das Diccionari de la llengua catalana (DIEC)  des Institut d’Estudis Catalans (IEC) (deutsch: Wörterbuch der katalanischen Sprache. Institut für katalanische Studien) ist das Standard- und Referenzwörterbuch der katalanischen Sprache, zusammen mit dem valenzianischen Standardwörterbuch der AVL. Es handelt sich um ein einsprachiges und Definitionswörterbuch. Dadurch, dass es ein normatives Werk ist, legt es „die Form und die Bedeutung von Wörtern fest, die als allgemeine und eigene der katalanischen Sprache anerkannt sind“.

## Geschichte
Die Idee der Schaffung dieses Wörterbuches entstand aus dem Schwung von dem Philologischen Institut zur Standardisierung und Vereinheitlichung der katalanischen Sprache. Das Projekt begann unter dem Vorsitz von Pompeu Fabra i Poch mit der Schaffung von „Rechtschreibregeln“, dem „Rechtschreibwörterbuch“ und der „Grammatik“.
Im Jahr 1932, nach vierjähriger Arbeit von der Philologischen Abteilung, wurde die erste Ausgabe des Allgemeines Wörterbuch der katalanischen Sprache (DGLC) veröffentlicht. Dieses Werk ist älter als das DIEC und schaffte es, die Rechtschreibung zu vereinheitlichen, an der Lexik zu feilen, die Grammatik festzulegen und Neologismen einzuführen.
1954 begann das DGLC als offizielles Wörterbuch der katalanischen Sprache berücksichtigt zu werden. In diesem Jahr wurde auch die zweite Ausgabe veröffentlicht. Während der 1980er Jahre begannen die katalanischen Schriftsteller und Autoren um eine Überprüfung des IEC-Wörterbuches zu bitten, weil sie der Ansicht waren, dass die Sprache seit den Tagen von Fabra sich wesentlich entwickelt hatte.
Ende 1992 entstand das Besorgnis vom IEC, ein neues Standardwörterbuch zu veröffentlichen. So begann bald das Projekt, das von der Regierung von Katalonien wirtschaftlich angetrieben wurde. Die erste Ausgabe des neuen Wörterbuches, das Wörterbuch des Instituts für katalanische Studien, wurde im Dezember 1994 fertiggestellt und im September 1995 veröffentlicht. Kurz danach wurden zwei Neuauflagen mit Ergänzungen, Veränderungen und Streichungen von ein paar Wörtern gemacht.
Am Sankt Georgstag 2007, zeitgleich mit der Hundertjahrfeier des Instituts für katalanische Studien, erschien die zweite Ausgabe vom Wörterbuch des Institutes für katalanische Studien, das mit dem Akronym DIEC2 die neue Standardreferenz geworden ist. Das Projekt DIEC2 wurde von den Philologen Joan Martí i Castell, Carles Miralles i Solà und Joaquim Rafel i Fontanals koordiniert. Die Zahl der Bedeutungen stieg von 120.000 bis 132.460 und es wurde nach mehr weltanschaulicher Neutralität und einer erheblich Erweiterung des technischen Wortschatzes angestrebt. Zusammen mit der neuen Papierversion vom Jahr 2007 wurde das auch mit kostenloser Abfrage auf der Website veröffentlicht. Beide Versionen waren, schon von Anfang an, ein großer Erfolg: 17.000 Exemplare des Buches und 644.352 Internetabfragen wurden in nur zwei Monaten nach seiner Erscheinung gezählt.
Nach der Veröffentlichung der zweiten Auflage im April 2007 (DIEC2) genehmigte die Philologische Abteilung des IECs mit der Zeit Gruppen von Veränderungen, die in die Internet- und auch in die Papierversion, im Fall der neuen Auflagen, eingebunden wurden:
- Eingebundene Veränderungen in die zweite Auflage (November 2007.)[4]
- Eingebundene Veränderungen in die ungebundene Auflage (März 2009).[5]
- Eingebundene Veränderungen in die Online-Version (April 2011).[6]
- Eingebundene Veränderungen in die Online-Version (Februar 2013).[7]

## Unterschiede zwischen Wortschatz des DGLCs und des DIECs
Die Idee, ein neues Wörterbuch zu schaffen, entstand wegen der immer größeren und deutlichen Unterschiede zwischen dem im DGLC angewendeten Wortschatz und seinem aktuellen Gebrauch. In der Tat fing das Projekt der Schaffung des DIECs nicht von null an, sondern es baute sich auf der Grundlage des DGLCs, indem einige Aspekte beibehalten wurden.
Die wichtigsten Fortschritte in dem neuen Wörterbuch sind, außer der Aktualisierung der Lexik, seine Erweiterung (ein Drittel mehr als das DGLC), das Anlegen von Artikeln und die Perfektionierung der Rechtschreibung. In diesem letzten Bereich sind die Regularisierung der Affixe, die Aktualisierung im Gebrauch vom Bindestrich und bestimmte Änderungen in Akzentsetzung und Schreiben aus etymologischen Gründen zu bemerken.
Die Erweiterungsarbeit des DIECs wurde im Bereich der Benennung und des Inhalts der Artikel gemacht. Was die Lexik angeht, wurde vor allem im Bereich der Themen Wissenschaft und Technik und Dialekten oder Umgangssprache erweitert. Es gibt 30 Themenbereichen mehr als in dem alten Wörterbuch.